# Tom Perrotta
Œuvres principales
- Les Disparus de Mapleton
- Mrs. Fletcher ou les Tribulations d'une MILF

Thomas R. Perrotta, né le 13 août 1961 à Garwood au New Jersey, est un écrivain, scénariste et producteur de télévision américain.

## Biographie
Élevé dans la foi catholique, il est le fils d'un immigrant italien de Avellino, en Campanie, devenu un employé de la poste, et d'une mère d'origine libano-italienne et ancienne secrétaire. Grand lecteur dès sa jeunesse, il admire les œuvres de O. Henry, J. R. R. Tolkien et John Irving et décide très tôt de se consacrer à la littérature et commence à publier des nouvelles dans le journal étudiant de son High school.
Il fait des études supérieures à l'université Yale qui lui décerne en 1983 un baccalauréat en études anglaises, avant de recevoir une maîtrise en écriture créative de l'université de Syracuse, où il a pour professeur Tobias Wolff. 
Son premier roman, The Wishbones, paraît en 1997, mais la notoriété lui vient l'année suivante avec Election, adapté au cinéma par Alexander Payne pour le film   
L'Arriviste (Election), sorti en 1999, et mettant en vedette Matthew Broderick et Reese Witherspoon.
Il devient scénariste lorsqu'il adapte son roman Les Enfants de cœur (Little Children), paru en 2004, pour le film Little Children, réalisé par Todd Field en 2007.
Son roman, Les Disparus de Mapleton (The Leftovers), publié en 2011, sert de base à la série télévisée américaine de HBO The Leftovers à laquelle il participe en tant que scénariste de 8 des 28 épisodes et dont il est également producteur.

## Œuvre

### Romans
- (en) The Wishbones, 1997
- (en) Election, 1998
- (en) Joe College, 2000
- Les Enfants de chœur, L'Olivier, 2006 ((en) Little Children, 2004)
- Professeur d'abstinence, L'Olivier, 2008 ((en) The Abstinence Teacher, 2007)
- Les Disparus de Mapleton, Fleuve noir, 2013 ((en) The Leftovers, 2011)
- Mrs. Fletcher ou les Tribulations d'une MILF, Fleuve, 2019 ((en) Mrs. Fletcher, 2017)

### Recueils de nouvelles
- (en) Bad Haircut: Stories of the Seventies, 1994
- (en) Nine Inches, 2013

### Nouvelles
- (en) The Weiner Man, 1988
- (en) Wild Kingdom, 1988
- (en) Forgiveness, 1989
- (en) The Smile on Happy Chang's Face, 2004
- (en) Kiddie Pool, 2006

### Essais
- (en) Tom Perrotta Hails Suburban Sendup 'Neighbors', 2006
- (en) The Squeamish American, 2007

## Adaptations

### Au cinéma
- 1999 : L'Arriviste (Election), film américain réalisé par Alexander Payne, adaptation par le réalisateur du roman Election
- 2007 : Little Children, film américain réalisé par Todd Field, adaptation par Tom Perrotta de son roman Les Enfants de chœur

### À la télévision
- 2001 : Bad Haircut, téléfilm américain réalisé par Peyton Reed, adaptation de la nouvelle éponyme
- 2014-2017 : The Leftovers, série télévisée américaine créée par Damon Lindelof et Tom Perrotta, diffusée sur HBO, adaptation du roman Les Disparus de Mapleton